# Society & Organizations Institute
Society & Organizations Institute interdiszciplináris központ Párizsban, amelynek tagjai, professzorai és kutatói társadalmi és környezetvédelmi kérdéseken dolgoznak. Kutatási, oktatási tevékenységeiket, kísérleteiket a vállalatoknál alkalmazzák. A HEC Paris campuson található Jouy-en-Josasban.

## Részletek
A központ a HEC Paris része. Jouy-en-Josasban található. Körülbelül 60 akadémikus dolgozik a jelentéssel, a társadalmi befogadással és a vállalatokon belüli fenntartható fejlődéssel kapcsolatos kérdéseken. Az intézet három fő téma köré építi kutatásait:
- Céltudatos vezetés
- Befogadó gazdaság
- Klíma és környezet.

A központban számos program van egyetemi és posztgraduális hallgatók, valamint oktatók számára a társadalom fogalmának népszerűsítésére. A központ számos kezdeményezése felhívta a társadalom és az inkluzivitás figyelmét Jouy-en-Josas közösségében és az egész országban.